# Atletická hala Strahov
Atletická hala Strahov je stavba nacházející se v Praze, ve čtvrti Strahov a městském obvodu Praha 6. Uvnitř haly se nachází běžecký ovál, běžecké dráhy, sektory pro skok do dálky i výšky, skok o tyči a vrh koulí. Konají se zde atletické tréninky a závody. Slouží především mládeži celkem 38 atletických klubů. Vnitřní plocha činí 4300 m². Ovál má délku 200 m a 4 dráhy.
Provozovatelem je Český atletický svaz. V roce 2016 byla hala rekonstruována.